# نابنط رائع
نابنط رائع (الاسم العلمي:Nepenthes superba) هو نوع غير مؤكد من النباتات يتبع جنس النابنط من الفصيلة النابنطية.